# Lilo & Stitch 2: Stitch Has a Glitch
Lilo & Stitch 2: Stitch Has a Glitch (Nederlandse titel: Lilo & Stitch 2: Stitch heeft een tic) is een direct-naar-video-animatiefilm uit 2005, geproduceerd door DisneyToon Studios. De film is een spin-off van de film Lilo & Stitch. De film werd geregisseerd door Michael LaBash en Anthony Leondis.

## Verhaal
Lilo Pelekai en haar klasgenoten bereiden zich voor op een hula wedstrijd waarbij de winnaar mag optreden op het lokale May Day festival. Elke student moet een originele dans verzinnen. Ondertussen probeert Stitch zich aan te passen aan het leven op aarde, en zich ondanks zijn programmering zo goed mogelijk te gedragen.
Dan komt er schokkend nieuws: het blijkt dat toen Stitch gemaakt werd Jumba niet de kans kreeg hem volledig op te laden daar hij werd gearresteerd. Derhalve raakt Stitch langzaam door zijn energie heen. Als hij niet snel wordt behandeld zal hij sterven. Ondertussen zorgt Stitch naderende einde ervoor dat zijn oude gedrag weer de overhand krijgt.
Stitch gedrag veroorzaakt een breuk tussen hem en Lilo, vooral nadat hij haar optreden verstoort. Stitch besluit weg te vluchten van het eiland voordat hij nog meer mensen kwaad doet. Jumba slaagt erin een machine te bouwen die Stitch weer kan opladen. Lilo verlaat vroegtijdig de wedstrijd om Stitch te helpen vinden, en nog net op tijd kunnen ze hem in de machine plaatsen.

## Cast
| Acteur             | Personage         |
| ------------------ | ----------------- |
| Tia Carrere        | Nani              |
| Holliston Coleman  | Aleka             |
| Matt Corboy        | Additional Voices |
| Dakota Fanning     | Lilo              |
| Jennifer Hale      | Additional Voices |
| Jillian Henry      | Elena             |
| Jason Scott Lee    | David Kawena      |
| Kevin McDonald     | Pleakley          |
| Kunewa Mook        | Kumu              |
| Liliana Mumy       | Myrtle            |
| Chris Sanders      | Stitch            |
| David Ogden Stiers | Dr. Jumba Jookiba |

## Nederlandse stemmen
- Lilo: Demi Kruimer
- Stitch: Bob van der Houven
- Nani: Nurlaila Karim
- Jumba: Huib Broos
- Pliekie: Bram Bart
- Kumu: Freddy Gumbs
- David: John Jones

- Regie dialoog: Hilde de Mildt
- Vertaling dialoog: Hanneke van Bogget

## Achtergrond
Hoewel dit officieel de derde Lilo & Stitch film is, speelt het verhaal zich chronologisch gezien af tussen de originele film en Stitch! The Movie. Derhalve zijn geen van Jumba’s andere experimenten aanwezig in de film.
Er zitten een paar continuïteitsproblemen tussen de film en Lilo & Stitch: The Series (die nog werd uitgezonden toen de film verscheen). Dit omdat de serie en de film door twee verschillende productieteams werden gemaakt.
Dit is de enige Lilo & Stitch incarnatie waarin Lilo’s stem niet wordt gedaan door Daveigh Chase.

## Prijzen en nominaties
- In 2006 won de film de Annie Award voor Best Home Entertainment Production.
- Datzelfde jaar werd de film ook genomineerd voor twee andere prijzen, maar won deze niet:
  - de Annie Award voor Best Production Design in an Animated Feature Production, en
  - de C.A.S. Award voor Outstanding Achievement in Sound Mixing for DVD Original Programming.